# Голден (Колорадо)
Голден (англ. Golden) — місто (англ. city) в США, в окрузі Джефферсон штату Колорадо. Населення — 20 399 осіб (2020).
Розташоване на північ від міжштатної автомагістралі I-70 та на захід від Денвера у підніжжя Скелястих гір.

## Історія
Засноване у часи золотої лихоманки. Місто назване за іменем Томаса Л. Голдена з Джорджії (США), який був одним з перших золотошукачів в окрузі Джефферсон сьогоднішнього штату Колорадо. З 1862 по 1867 рік було адміністративним центром Території Колорадо.

## Географія
Координати Голдена: 39°44′33″ пн. ш. 105°12′38″ зх. д. / 39.74250° пн. ш. 105.21056° зх. д. (39.742517, -105.210541).  За даними Бюро перепису населення США в 2010 році місто мало площу 25,95 км², з яких 25,70 км² — суходіл та 0,25 км² — водойми.

## Демографія
Згідно з переписом 2010 року, у місті мешкало 18 867 осіб у 7394 домогосподарствах у складі 3985 родин. Густота населення становила 727 осіб/км².  Було 7748 помешкань (299/км²).
Расовий склад населення:
| - 90,6 % — білих - 3,8 % — азіатів - 1,2 % — чорних або афроамериканців - 0,6 % — корінних американців - 0,1 % — вихідців з тихоокеанських островів - 1,4 % — осіб інших рас |

До двох чи більше рас належало 2,3 %. Частка іспаномовних становила 8,2 % від усіх жителів.
За віковим діапазоном населення розподілялося таким чином: 16,3 % — особи молодші 18 років, 73,7 % — особи у віці 18—64 років, 10,0 % — особи у віці 65 років та старші. Медіана віку мешканця становила 33,9 року. На 100 осіб жіночої статі у місті припадало 130,5 чоловіків;  на 100 жінок у віці від 18 років та старших — 134,8 чоловіків також старших 18 років.
Середній дохід на одне домашнє господарство  становив 89 346 доларів США (медіана — 58 998), а середній дохід на одну сім'ю — 126 511 долар (медіана — 95 853). Медіана доходів становила 60 882 долари для чоловіків та 53 515 доларів для жінок. За межею бідності перебувало 16,8 % осіб, у тому числі 11,7 % дітей у віці до 18 років та 3,3 % осіб у віці 65 років та старших.
Цивільне працевлаштоване населення становило 9683 особи. Основні галузі зайнятості: освіта, охорона здоров'я та соціальна допомога — 28,2 %, науковці, спеціалісти, менеджери — 17,0 %, мистецтво, розваги та відпочинок — 8,9 %, роздрібна торгівля — 8,6 %.

## Транспорт
У місті заходиться західна кінцева станція швидкісного трамваю Денвера, лінії якого обслуговують Денверську агломерацію.

## Галерея

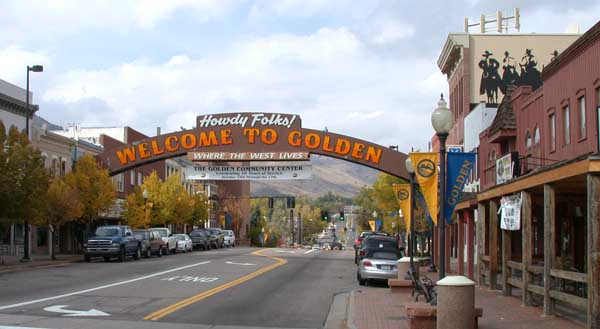
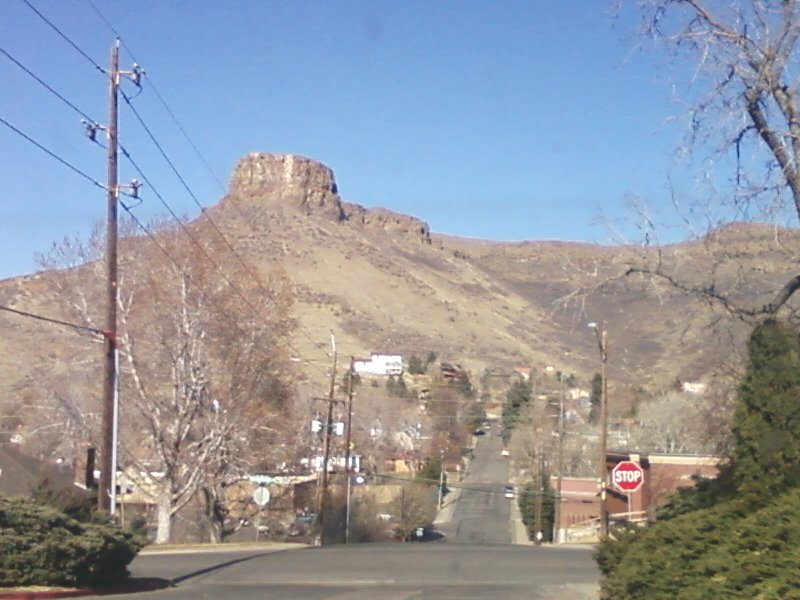
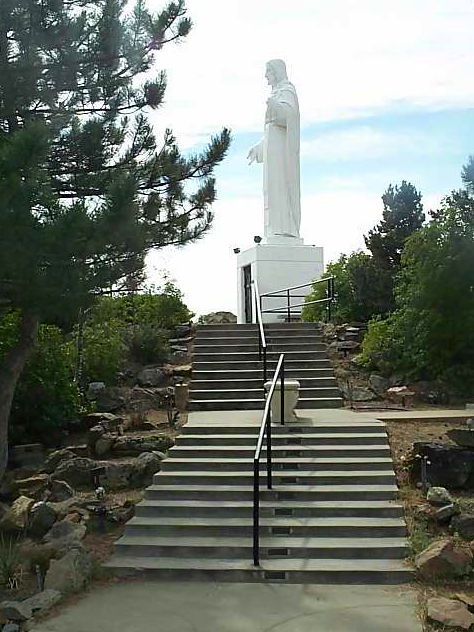
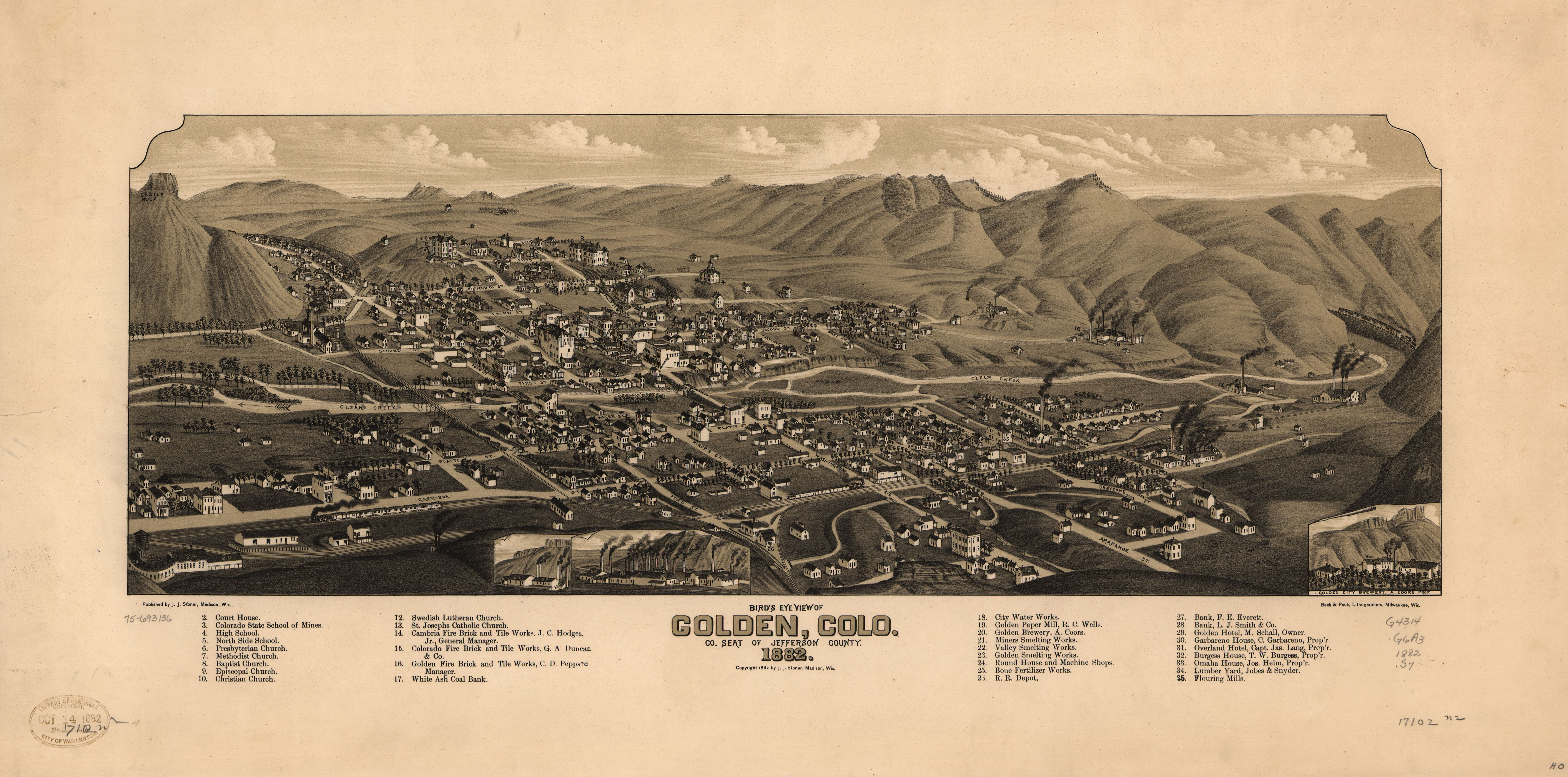